# Tito Burns

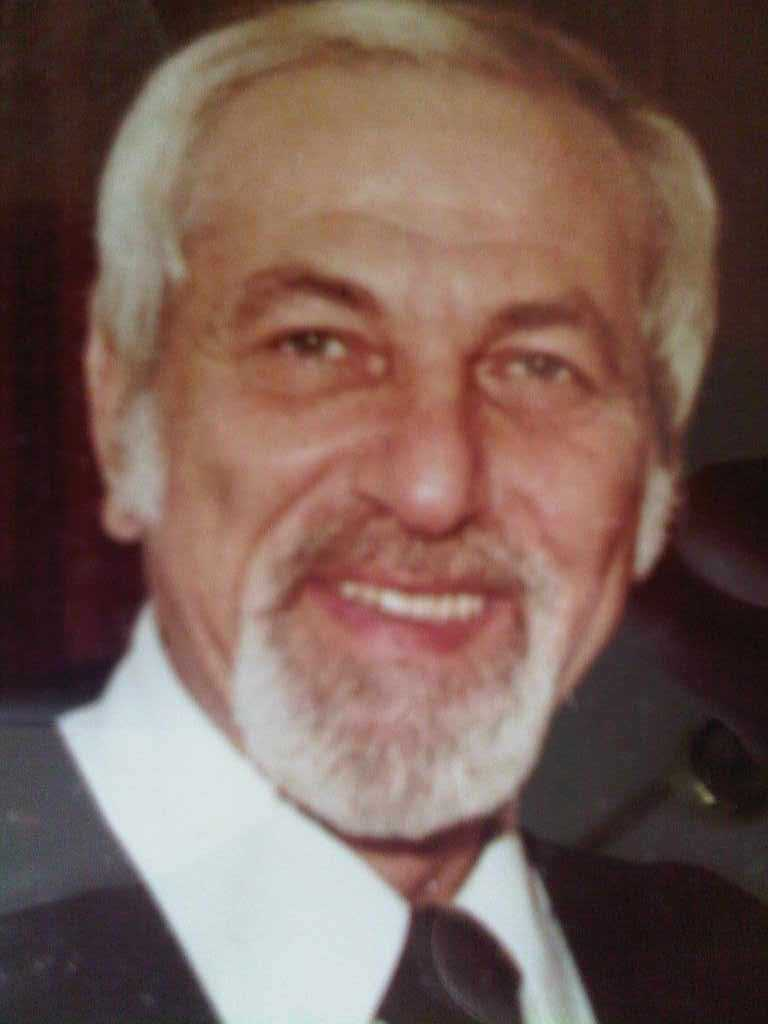
Tito Burns

Tito Burns (* 7. Februar 1921 in London als Nathan Bernstein; † 23. August 2010) war ein britischer Jazz-Akkordeonist, Bandleader und Promoter.

## Leben und Wirken
Nathan „Tito“ Bernstein wuchs in Nord-London auf und begann in den 1930er Jahren zunächst semi-professionell als Akkordeonist aufzutreten. Sein erster Gig fand statt mit einer Hawaii-Musikband; danach arbeitete er bei dem kubanischen Bandleader Don Marino Barreto, dem Tango-Pianisten Lou Preager und dem aus Trinidad stammenden Klarinettisten Carl Barriteau. 1941 leitete er unter dem Pseudonym Tito Burns im Londoner Panama Club eine eigene Band, bevor er während des Zweiten Weltkriegs bei der RAF in Fernost seinen Militärdienst ableistete, wo er in einem Regiment-Sextett spielte. nach einer Kriegsverletzung wurde er Radiomoderator beim Alliiertensender SEAC in Ceylon. Nach seiner Entlassung aus der Armee 1946 spielte er bei Rumba King Clarrie Wears; ab 1947 wurde er wieder als Bandleader aktiv, als er sich am Vorbild des amerikanischen „Bop for the People“ Konzeptes von Charlie Ventura orientierte, das den Swing mit Elementen des Bebop verband. Burns entwickelte dabei eigene Bop-Spielweisen für Akkordeon. Im Januar 1947 gründete er das Tito Burns Sextet, dem junge Londoner Musiker angehörten wie der Gitarrist Pete Chilver, Vibraphonist Tommy Pollard, die Schlagzeuger Tony Crombie und Ray Ellington, und später auch die Saxophonisten Ronnie Scott und John Dankworth. Dem Burns-Sextett gehörten auch Pete King, Coleridge Goode und Cab Kaye an.  Das Repertoire der Band umfasste zeitgenössische Jazzstandards wie Dizzy Gillespies A Night in Tunisia. Auf Einladung des BBC-Produzenten Charles Chilton bekam Burns die Radioshow Accordion Club, dabei entstanden 1948 die ersten Radioaufnahmen des britischen Bebop, ferner ab 1949 Plattenaufnahmen für Decca, später für Esquire Records (Bebop Spoken Here).
Burns heiratete in dieser Zeit die Jazzsängerin Terry Devon, mit der er auch arbeitete. Um mit der Band erfolgreich auf Tourneen gehen zu können, nahm er in das Repertoire auch Pop-Material auf und erweiterte das Ensemble zum New Big Orchestra. 1955 gab er die Bigband auf und wirkte noch bei Plattenaufnahmen der Melody Maker All Stars mit, bevor er 1959 Manager von Cliff Richard wurde. Später arbeitete er auch für die Vokalformation The Springfields, zu der auch Dusty Springfield gehörte, The Zombies und für Cat Stevens. Als Promoter war er auch für Bands und Musiker wie die Rolling Stones, Roy Orbison und die Moody Blues tätig. Ende der 1960s arbeitete Burns als Programmdirektor für das London Weekend Television. Als Promoter war er weiterhin auch für Jazzmusiker tätig, so für Maynard Ferguson oder ein Konzert von Woody Allen. 1970 organisierte er den Auftritt von Simon and Garfunkel in der Royal Albert Hall, außerdem Bob Dylans erste Europatournee, die in D. A. Pennebakers Film Dont Look Back dokumentiert wurde.
1971 wurde er Teilhaber der Musikproduktionsfirma und Künstleragentur Scotia-Tito Burns. 1977 gehörte er zu den Mitbegründern der BRIT Awards. Burns blieb bis in die 1980er Jahre im Musikgeschäft aktiv, zuletzt als Manager von Victor Borge und als Produzent von Jingles für Heineken. Er starb im August 2010 an Prostatakrebs.